# نصب الحرية (العراق)

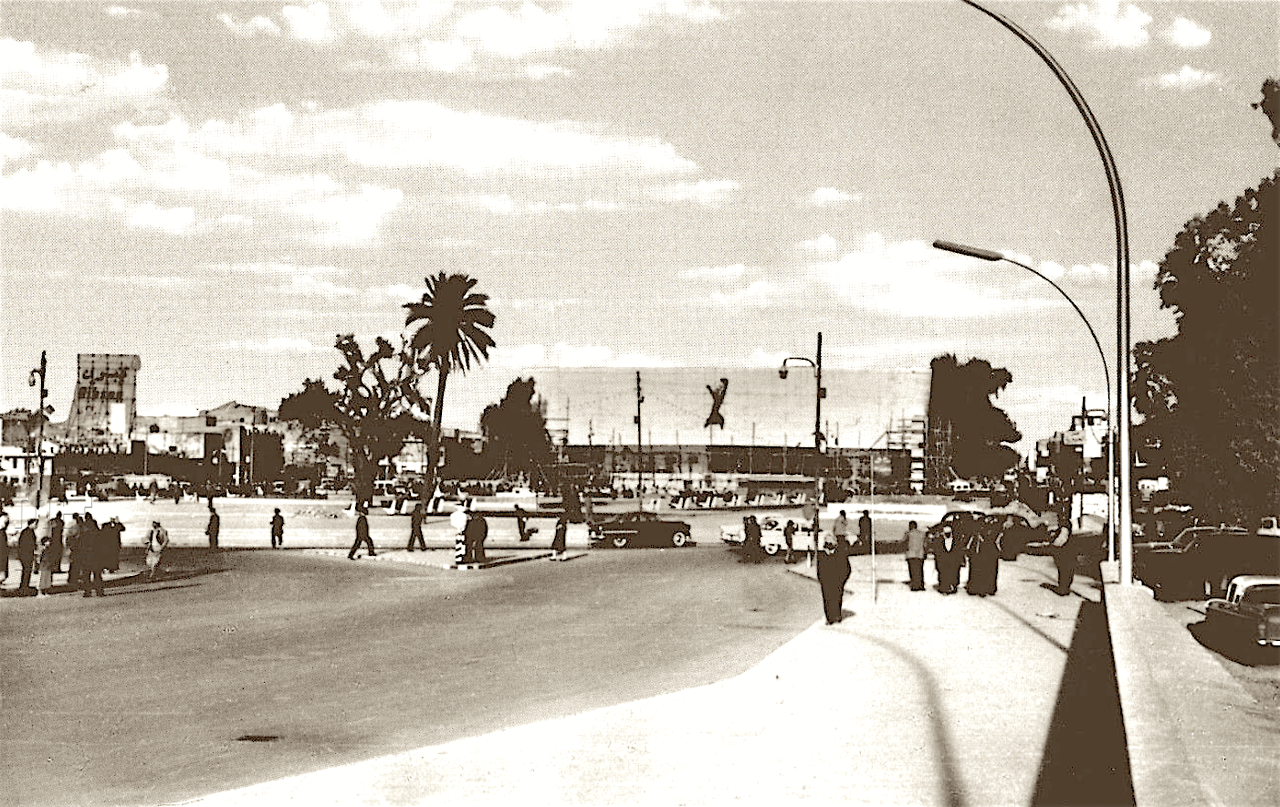
نصب الحرية غير المكتمل في ساحة التحرير عام 1960.

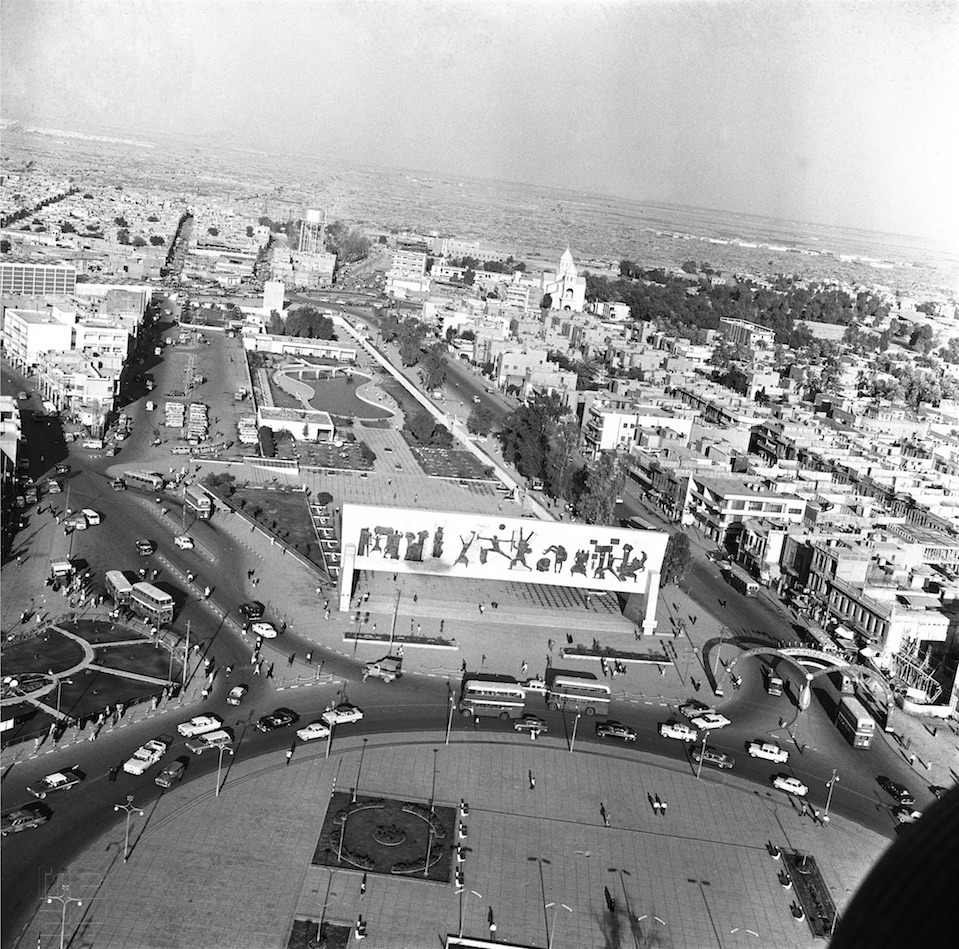
نصب الحرية و حديقة الأمة في عام 1961.

نصب الحرية عبارة عن سجل مُصور صاغه الفنان جواد سليم عن طريق الرموز أراد من خلالها سرد أحداث رافقت تاريخ العراق مزج خلالها بين القديم والحداثة حيث تخلل النصب الفنون والنقوش البابلية والآشورية والسومرية القديمة، إضافة إلى رواية أحداث ثورة 14 تموز 1958 ودورها وأثرها على الشعب العراقي، وكثير من الموضوعات التي استلهمها من قلب العراق ولعل أهم ما يجذب الشخص عندما يطالع النصب للوهلة الأولى هو الجندي الذي يكسر قضبان السجن في وسط النصب لما فيهِ من قوة وإصرار ونقطة تحول تنقل قصة النصب من مرحلة الاضطراب والغضب والمعاناة إلى السلام والازدهار.
النصب يحتوي على 14 قطعة (حيث يرمز عددها إلى ثورة 14 تموز 1958) من المصبوبات البرونزية المنفصلة، وبعد أن كانت الحركة مضطربة يمين النصب، فإنها ومع التحرك نحو اليسار تنتظم وتصبح نابضة بالعزيمة والإصرار بصورة إنسان يتقدم إلى الأمام وبعدها ترتفع اللافتات والرايات الجديدة في السماء.
بعد ذلك يطالعنا رمز البراءة والأمل على هيئة طفل صغير يشير إلى بداية الطريق. تطالعنا بعدها امرأة مشحونة بالانفعال والغضب والحزن، ومن ثم منظر مؤثر حيث تحتضن الأم ابنها الشهيد وتبكي عليهِ ولعل هذا الأمر كثير الورود في التاريخ العراقي سواء كان القديم منهُ أم الحديث، لأن النصب برموزه الأربعة عشر والتي يمكن اختزالها إلى أثنى عشر رمزاً، إنما ترمز إلى شهور السنة الواحدة المشحونة بالغضب والانفعال والحزن في العراق.
تلي هذهِ الرموز صورة الأمومة التي تغمر الحياة الجديدة بالحب والحنان فقد تكون للثورات والمآسي ضحاياها لكنها تملك في الوقت ذاته أجيالها الجديدة ولعل في ذلك التفاتة جميلة من الفنان لنبذ اليأس.
بعد ذلك يصل إلى الجزء الأوسط وهو الجزء الأهم في النصب حيث يشير إلى نقطة التحول وهو يتألف من ثلاثة تماثيل على اليمين يطالعنا تمثال السجين السياسي الذي تبدو الزنزانة فيه على وشك الانهيار تحت تأثير رجل مزقت ظهره السياط، ولكن القضبان لا تنفصل في النهاية إلا بإصرار وقوة وجهد الجندي الذي يظهر في الوسط وذلك اعترافا بأهمية دور الجيش في ثورة 14 تموز.
لهذا النصب أثره على المجتمع العراقي على مختلف الثورات والعصور فلم يتوحد العراقيون برمز يوما كما توحدوا باتفاقهم بأن هذا النصب هو رمزٌ للتخلص من العبودية والظلم.
بعد ذلك تنقلب صفحة المعاناة والمآسي لتحل صفحة السلام والازدهار والحرية حيث تظهر لنا مجسم امرأة تمسك مشعلاً وهو رمز الحرية الأغريقي وتندفع نحو محررها وبعد الانفعال يأتي الهدوء فيتوقف الغضب ومواجع الثورة وتحل الراحة والسكينة في القلوب وتتحول بعدها القضبان الحديدية إلى أغصان، وكذلك نهرا دجلة والفرات واللذان يعتبران العمود الفقري لحضارة وادي الرافدين لم يغيبا عن النصب حيث يفسر البعض نهر دجلة بأنهُ أشجار النخيل ونهر الفرات بمعنى الخصب تمثلهما امرأتان إحداهما تحمل سعف النخيل والأخرى حبلى وثمة فلاحان يرمزان إلى العرب والأكراد، ولكن أحدهما في زي سومري والثاني برداء آشوري (وهي رمزية للشمال والجنوب العراقي قديما وحديثا) وهما يتطلعان نحو نهري دجلة والفرات ويحملان مسحاة (مجرفة) واحدة فيما بينهما تعبيراً عن وحدة البلد الذي يعيشان في كنفهِ، وكذلك هنالك رمز عراقي آخر وهو الثور الذي يعد رمز سومري بينما يظهر الجانب الصناعي في أقصى اليسار على هيئة عامل مفعم بالثقة، ويقف الرمز حاليا في حديقة الأمة في جانب الرصافة من بغداد.